# Radrennbahn

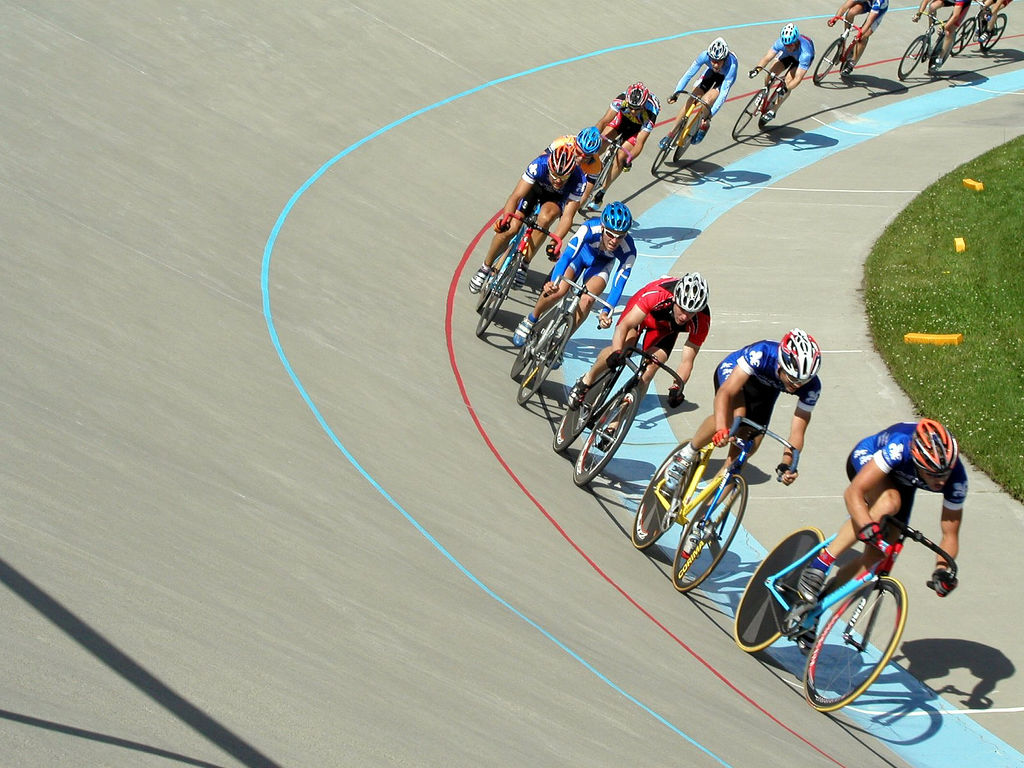
Bahnradrennen – v. l. n. r. gut sichtbar: die blaue, rote und schwarze Linie sowie die „Côte d’Azur“, s. Markierung und Beschriftung

Eine Radrennbahn ist eine Rennstrecke zur Durchführung von Radrennen im Bahnradsport. Ein Stadion oder eine Halle mit einer Radrennbahn wird als Velodrom bezeichnet. Auf Radrennbahnen ist die Benutzung von Bahnrädern vorgeschrieben, nur in den unteren Altersklassen (z. B. U11), in Ausnahmefällen und bei Straßenrennen, die auf Radrennbahnen beendet werden (z. B. Paris–Roubaix), ist die Benutzung von Straßenrädern erlaubt.

## Bauweise – Material – Eigenschaften
Zum Bau von Radrennbahnen wurden in der Geschichte des Radsports unterschiedliche Materialien verwendet. Die heutzutage am häufigsten verwendeten Materialien sind Holz, Beton und Asphalt. Die Bahnen aus Holz sind die schnellsten, da es von den drei genannten Werkstoffen den geringsten Reibungswiderstand hat. Die Schürmann Architekten verwendeten für nicht überdachte Holzbahnen meist das seltene tropische Holz Afzelia. Für Hallenbahnen kommt überwiegend Sibirische Fichte zum Einsatz. Asphalt als Fahrbahnbelag ist sinnvollerweise nur für sehr lange Radrennbahnen (> 333 m) mit geringer Kurvenüberhöhung (s. unten „Überhöhung“) verwendbar und entspricht nicht mehr dem heutigen Standard.

## Geschichte
Das erste Bahnrennen der Welt datiert vom 31. Mai 1868 und wurde im Park von Saint-Cloud in Paris ausgetragen. Dabei handelte es sich um eine Erdbahn mit leicht erhöhten Kurven. In Deutschland errichtete der "Münchner Velociped-Club" die erste Bahn (333 Meter), auf der am 26. Juni 1880 das erste Rennen stattfand. Als eigentliches "Geburtsjahr" des deutschen Bahnradsports wird jedoch der 31. Juli 1881 gefeiert, in dem der Münchner Club ein Bahnrennen veranstaltete, bei dem erstmals auch ausländische Konkurrenz an den Start ging. Die erste aus Holz gebaute Radrennbahn wurde im September 1893 in Lübeck eröffnet.

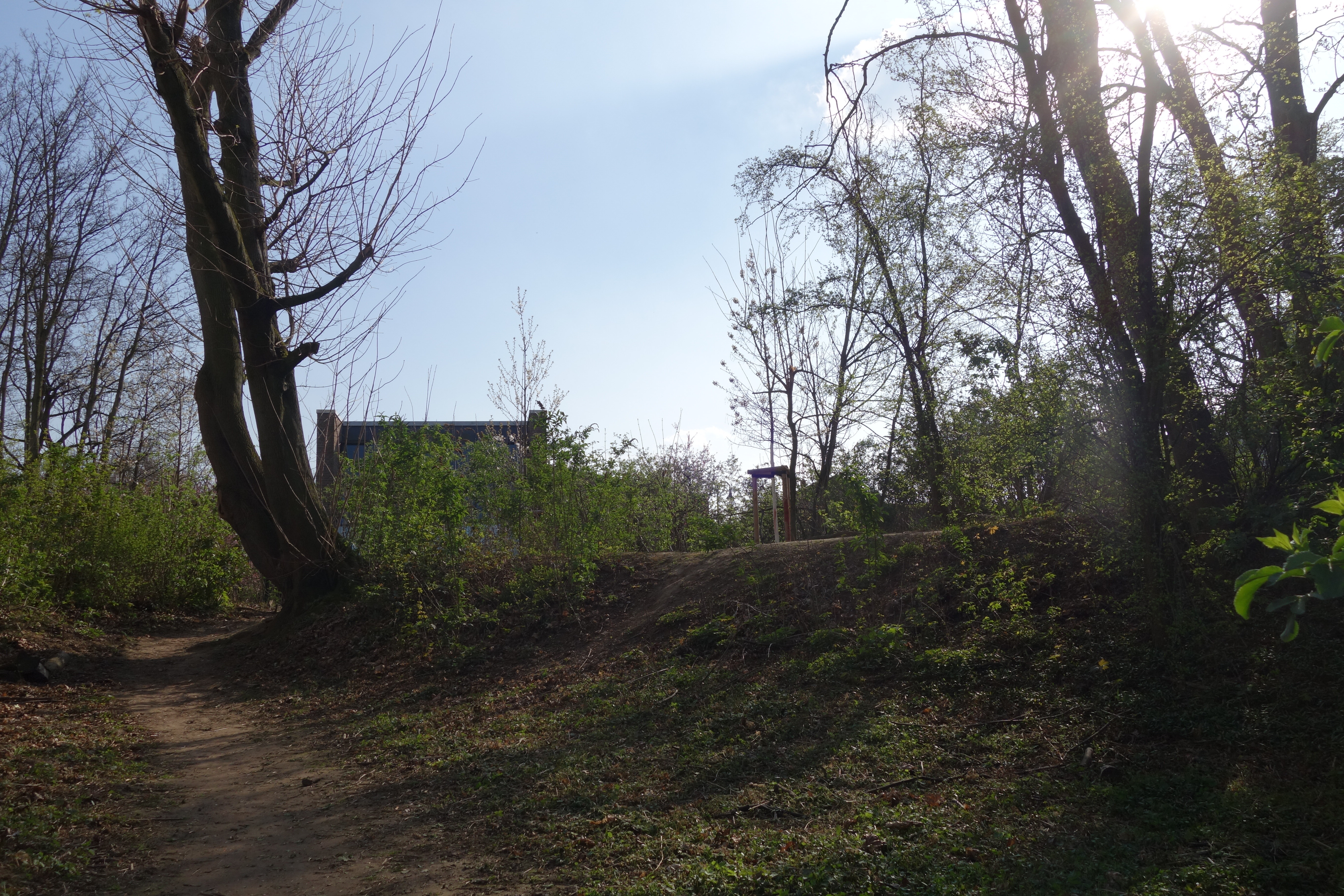
Reste eines Erdwalls der ehemaligen Radrennbahn Düsseldorf (2017)

Die erste Winterbahn für Radrennfahrer in Deutschland wurde am 28. Februar 1896 von dem Vorsitzenden der Allgemeinen Radfahrer-Union (ARU) im Nordstädter Gesellschaftshaus in Hannover eröffnet. Einer der Sieger der bis zu 50 km langen Rennen war Willy Arend. Die erste Winterbahn in Frankreich wurde anlässlich der Weltausstellung in Paris 1900 errichtet. Sie befand sich in einer Maschinenhalle auf den Champ de Mars und hatte eine Länge von 333,33 Meter.
Da früher offene Bahnen und Veranstaltungen im Sommer eher die Regel waren, wurden Radrennbahnen in Hallen „Winterbahnen“ und offene Bahnen „Sommerbahnen“ genannt. Heute finden größere internationale Veranstaltungen während des gesamten Jahres vorzugsweise in Hallenradrennbahnen statt.
Straßenrennen gab es damals wegen der schlechten Straßen nur sehr wenige, in einigen deutschen Städten war das Fahrradfahren auf der Straße sogar verboten. Anfangs waren Flieger-Rennen (heute: Sprint) äußerst populär, mit der Motorisierung von Schrittmachermaschinen wurden ab der Wende zum 20. Jahrhundert jedoch Steherrennen immer populärer. Ab 1909 wurden zudem immer mehr Radrennbahnen in Deutschland zur Austragung von Sechstagerennen gebaut. Während es schließlich fast in jeder deutschen Stadt mindestens eine Radrennbahn gab, existieren heute nur noch wenige Bahnen in Deutschland. Die kleinste und kürzeste Radrennbahn mit einer Länge von 44 Metern stand 1901 für kurze Zeit in Paris. Maurice Garin und Lucien Lesna bestritten hier am 6. Oktober 1901 ein Rennen gegeneinander. Danach wurde die Bahn von Akrobaten weiter genutzt.
Eine Bestandsaufnahme des LVR-Amtes für Bodendenkmalpflege in den 2020er Jahren ergab, dass es allein im Rheinland 65 Radrennbahnen gab, von denen vielfach nur marginale Reste, wenn überhaupt, erhalten sind.

## Die schnellsten und längsten Radrennbahnen der Welt
Während noch bis in die späten 1960er Jahre die Mailänder Vigorelli-Bahn (die ehemalige Weltmeisterschaftsbahn von Rom 1932) als beste Radrennbahn der Welt galt, werden heute vor allem das Velodrom in Moskau-Krylatskoje und die Bahn des Velodroms in Berlin dazu gerechnet. An der Stelle, an der bis vor wenigen Jahren die Werner-Seelenbinder-Halle stand, wurde bis 1997 mit einer Länge von 250 Metern eine der modernsten Bahnen der Welt errichtet. Eine der schnellsten nicht-überdachten Sommerbahnen in Europa war die Radrennbahn Hannover-Wülfel; sie hatte eine Länge von 333 Metern und war aus afrikanischem Holz gefertigt.
Mit einer Länge von 666,66 m war die Radrennbahn im Deutschen Stadion in Berlin die längste in Deutschland errichtete. Auf ihr sollten die Bahnradwettbewerbe der Olympischen Spiele 1916 stattfinden.
Die mit einer Länge von 400 Metern längste teilweise überdachte Radrennbahn Deutschlands befindet sich in Leipzig. Sie hat eine Breite von 7 Metern. Die Kurvenüberhöhung liegt zwischen 0° auf den Geraden und 38° in den Kurven. Als Belag wurde eine Epoxydharzbeschichtung verwendet. 1960 fanden auf dieser Bahn die Bahnweltmeisterschaften statt.
Die längste überdachte Bahn der Welt mit einer Länge von 333,33 Metern wurde anlässlich der Olympischen Sommerspiele 1980 in Moskau-Krylatskoje errichtet.
In der Oderlandhalle in Frankfurt (Oder), im 1972 erbauten Olympia-Radstadion in München und in der 1984 erbauten Stuttgarter Hanns-Martin-Schleyer-Halle wurden die längsten geschlossenen Radrennbahnen Deutschlands mit 285,71 m Länge eingebaut (Freiluftbahnen sind teilweise wesentlich länger).

### Bekannte Rennbahn-Architekten und Betreiber
Als weltbeste Erbauer von Radrennbahnen gelten die Mitglieder der Architektenfamilie Schürmann aus Münster, die seit 1925 in diesem Metier tätig sind und weltweit über 125 Bahnen erbaut haben. Der niederländische Rennbahn-Architekt Marc Douma hat zusammen mit einer Firma eine mobile Radrennbahn entwickelt, auf der Sechstagerennen in Rotterdam, Maastricht und Hasselt (B) ausgetragen wurden. Die Velotrack GmbH verfügt über drei verschiedene Radrennbahnen, darunter die Bahn der Bremen-Arena, auf der das Sechstagerennen ausgetragen wird.

## Bauweise und Abmessungen

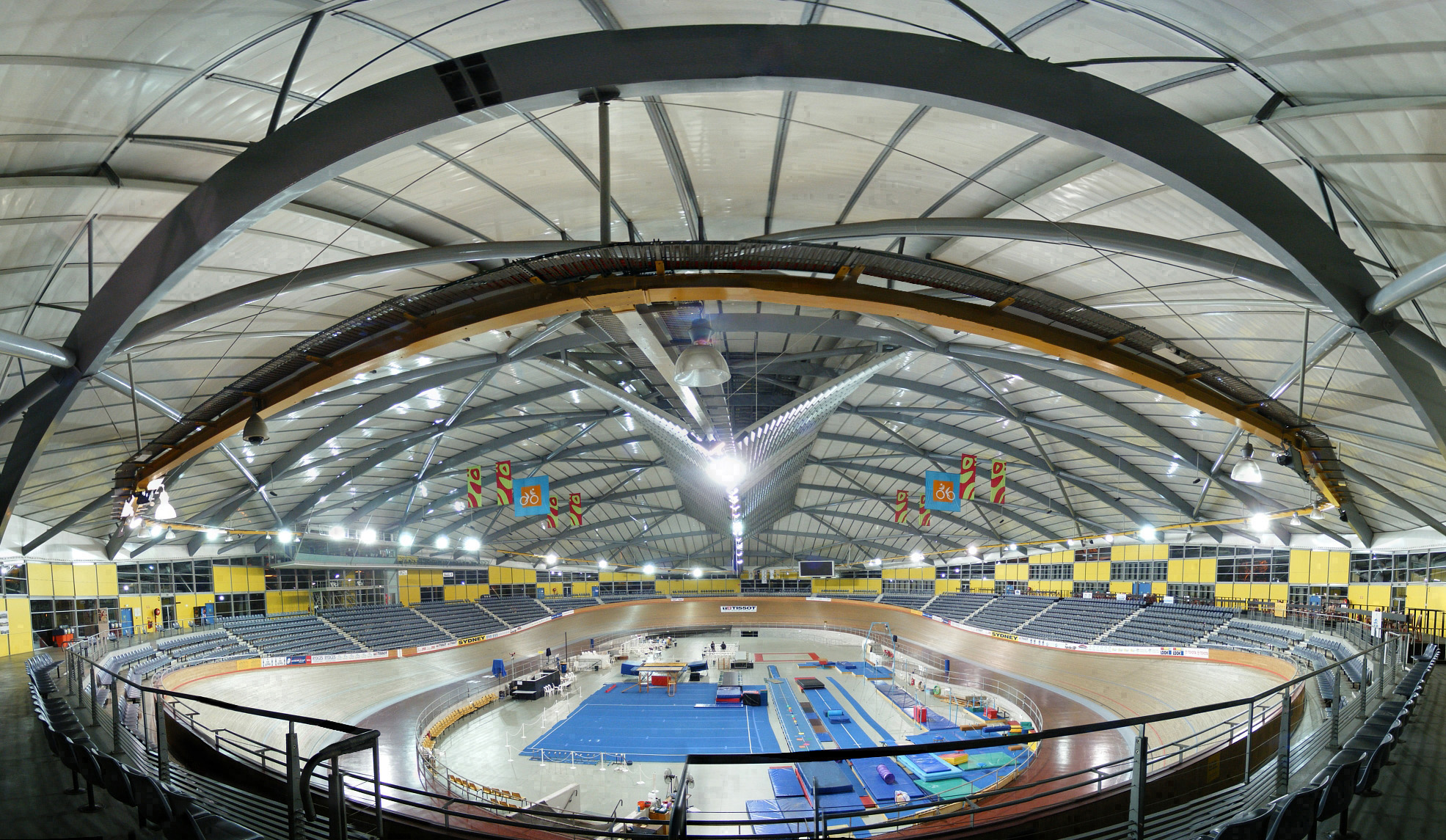
Blick auf die Bahn des Dunc Gray Velodrome in Sydney

### Prinzip
Eine Radrennbahn besteht im Prinzip aus zwei Geraden und zwei 180°-Kurven. Das Verhältnis der beiden geometrischen Elemente sollte in einem ausgewogenen Verhältnis stehen, ist jedoch nicht vorgeschrieben. Die verschiedenen Disziplinen haben unterschiedliche Anforderungen an die Bahn: So sind bei Steherrennen mit ihren hohen Dauergeschwindigkeiten (> 65 km/h) weitere (und damit lange) Kurven wegen des geringeren Kurvendrucks beliebt. Die meisten Bahnen sind daher in ihrer Relation zwischen Geraden und Kurven Kompromisse zwischen den verschiedenen Anforderungen.

### Geschwindigkeiten
In den verschiedenen Disziplinen des Bahnradsports werden unterschiedliche Höchstgeschwindigkeiten erreicht. Während bei Ausdauerwettbewerben 55 – 70 km/h erzielt werden, liegen die Höchstgeschwindigkeiten im Sprint zwischen 70 und 80 km/h. Bei Steherrennen werden Geschwindigkeiten bis zu 110 km/h erreicht. Die Form und Überhöhung von Radrennbahnen muss auf diese Geschwindigkeiten ausgelegt sein.

### Überhöhung
Um bei den erforderlichen starken Kurvenneigungen der Fahrer immer für genügend Haftreibung zu sorgen, darf der Winkel zwischen Bahnoberfläche und Rad nicht zu spitz werden. Daher müssen die Kurven überhöht sein. Je nach Kurvengeometrie und maximal zulässiger Geschwindigkeit kann die notwendige Fahrbahnneigung in den Kurven zwischen 30 und 60 Grad betragen. Als Faustformel kann gelten, dass die Fahrer dadurch bei etwa 40 – 50 km/h senkrecht zur Bahn stehen. Bei höheren Geschwindigkeiten müssen die Fahrer höhere Fliehkräfte, die nach außen wirken, ausgleichen und neigen sich daher noch weiter als die Bahnneigung nach innen. Bei langsamer Fahrt sind die Fahrer gegenüber der Bahnneigung nach außen geneigt. Fährt ein Fahrer zu langsam durch steil geneigte Kurven, so unterschreitet er den minimal notwendigen Haftreibungswinkel und rutscht von der Fahrfläche ab.
Da die Überhöhung nicht abrupt in eine horizontale Bauweise auf den Geraden übergehen kann, wird ein allmählicher Übergang gewählt, so dass auch auf den Geraden noch eine gewisse Überhöhung der Fahrbahn verbleibt.

### Länge
Um für alle durchzuführenden Wettbewerbe ausreichende Funktionalität zu haben, müssen verschiedene, teilweise widerstrebende Kriterien erfüllt sein, die die Länge beeinflussen. Bahnlängen werden so gewählt, dass eine bestimmte Zahl ganzer oder zumindest halber Runden jeweils 1000 m ergeben. Üblich sind daher (in Klammern: erforderliche Rundenzahl für 1000 m): 200 (5), 250 (4) und 333,33 m (3). Aber auch die Stuttgarter Bahn (genau wie die inzwischen demontierte Münchener Olympiabahn) genügt diesem Kriterium: Mit 285,71 m erreicht man bei 3,5 Runden genau 1000 m. Viele der unter 200 m langen Bahnen existieren nicht mehr. Beliebte 166,66-m-Bahnen (6) stehen im „Kuipke“ in Gent/Belgien und im Vélodrome de Genève in Genf/Schweiz.
Früher wurden Radrennbahnen auch häufig in Kombination mit Fußballplätzen oder Leichtathletikbahnen gebaut und hatten daher Längen von 400 – 500 m. Diese Längen werden heute als nicht mehr zeitgemäß und wegen der großen Sichtabstände als uninteressant für die Zuschauer angesehen.
Bei Wettkämpfen nach den Regeln des internationalen Radsportverbands UCI sind 133 bis 500 Meter vorgeschrieben, zudem muss eine ganze Zahl von Runden oder Halbrunden eine Strecke von einem Kilometer ergeben. Bei Weltmeisterschaften und Olympischen Spielen beträgt die Länge stets 250 m.

### Breite
Die Breite der Bahn wird durch Erfordernisse wie genügend Raum zum Ausweichen bei Stürzen, genügend Platz für taktische Manöver beim Sprint und dergleichen bestimmt und beträgt in der Regel zwischen 5 und 8 m. An die eigentliche Bahnfläche schließt zum Innenraum hin ein 2,50 – 4 m breiter Sicherheitsstreifen an.

### Markierung und Beschriftung der Bahn

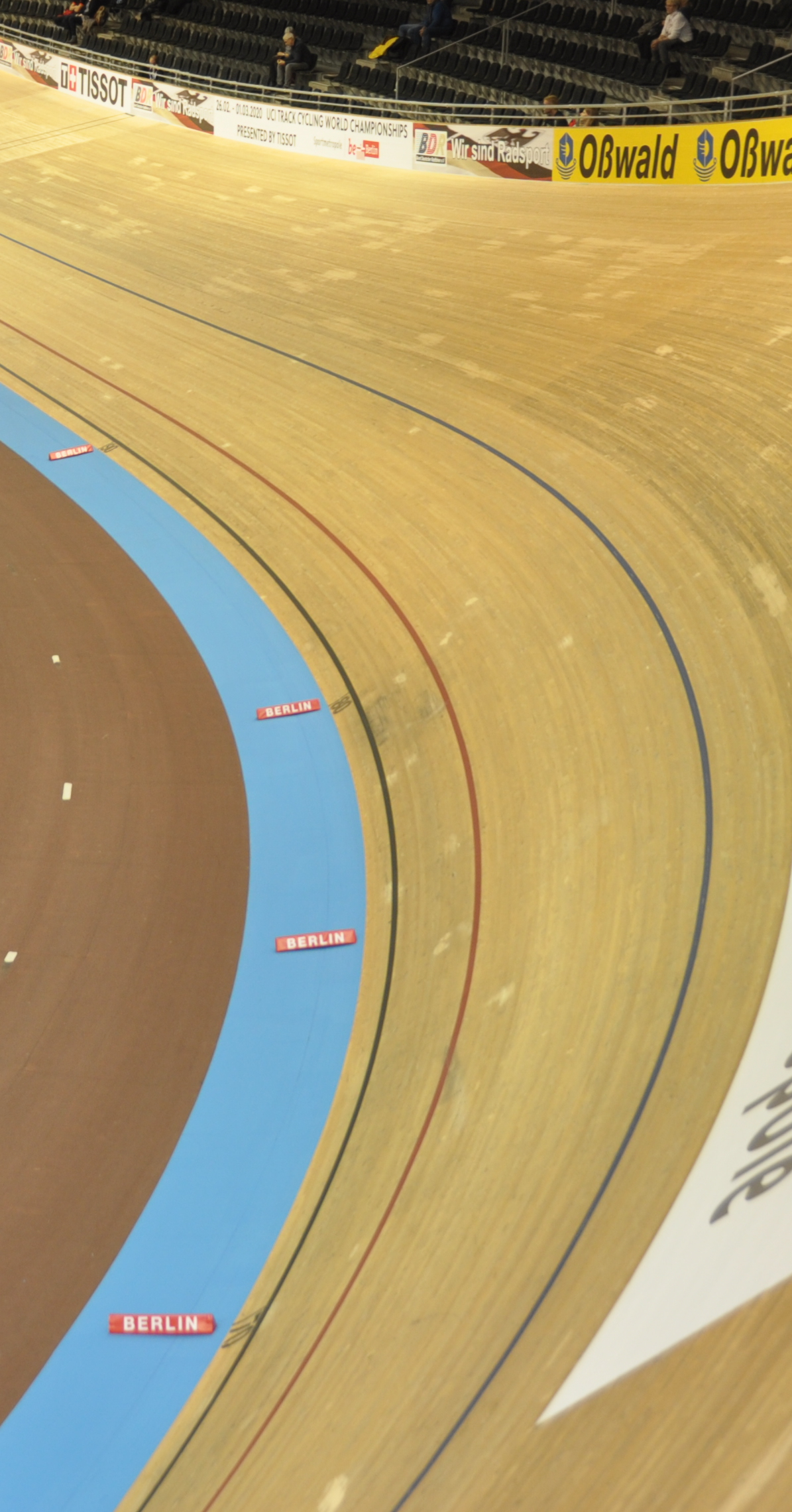
Die Bahnmarkierungen im Berliner Velodrom.

Auf die Bahn werden drei Linien in Fahrtrichtung aufgebracht:
- (schwarze) „Messlinie“ (frühere Bezeichnung: Mallinie): Ihre Länge stimmt mit der offiziell ausgewiesenen Bahnlänge überein. Um ein „Abkürzen“ zu verhindern, werden bei Meisterschaftszeitfahren in den Kurven ca. 50 cm lange Kunststoffschwämme unterhalb der Messlinie auf die Bahn gelegt, so dass der unterhalb dieser Linie liegende Bahnteil gesperrt ist. Der 20 cm unterhalb der Messlinie (links davon) liegende Teil der Bahn heißt wegen des hellblauen Farbanstriches „Côte d’Azur“ oder „Teppich“ und dient als Übergang zwischen Innenraum und der eigentlichen Bahnfläche. Die Breite der „Côte d’Azur“ beträgt mindestens 10 % der Bahnbreite. An der Messlinie ist alle 10 m die ab dem Ziel zurückgelegte Strecke in Metern angebracht.
- (rote) „Sprinterlinie“: Sie ist im Abstand von 70 cm zur Messlinie aufgebracht. Fährt ein Fahrer unterhalb dieser Linie, darf er im Sprint nicht links (= innen) überholt werden, fährt er oberhalb dieser Linie und wird innen überholt, darf er nicht „dichtmachen“, d. h., er darf nicht nach unten schwenken und den überholenden Fahrer an der Überholung hindern, es sei denn, er hat mindestens eine Radlänge Vorsprung vor dem von hinten angreifenden Fahrer.
- (blaue) „Steherlinie“: Sie erfüllt verschiedene Zwecke und ist im Prinzip auf 2/3 der Fahrbahnbreite, mindestens aber 2,50 m vom Innenrand der Fahrbahn angebracht. Bei Steherrennen erfüllt sie eine ähnliche Funktion wie die rote Linie im Sprint, d. h., angegriffene Steher müssen unterhalb der blauen Linie bleiben und dürfen, wenn sie unterhalb der blauen Linie fahren, nicht links überholt werden. Bei 2er-Mannschaftsrennen fahren die abgelösten Fahrer (langsamer) oberhalb der blauen Linie, um die im Rennen befindlichen Fahrer nicht zu behindern.
- Den Abschluss der Bahn nach unten bildet die Côte d’Azur. Um ein Befahren bei Zeitfahrwettbewerben zu verhindern können Schwämme ausgelegt werden, die beim Überfahren ausbremsen.

Weitere Markierungen finden sich quer zur Fahrtrichtung:
- „Ziellinie“: Die Ziellinie wird kurz vor Ende der Zielgeraden quer über die Fahrbahn markiert. Es ist eine 72 cm breite, weiße Markierung aufzubringen und in der Mitte mit einem 4 cm breiten, schwarzen Zielstrich zu versehen.
- „Verfolgerlinien“: Genau in der Mitte der beiden Geraden sind quer über die Fahrbahn die jeweils 4 cm breiten, roten Verfolgerlinien aufgebracht. Sie bezeichnen Start und Ziel der Verfolgungswettbewerbe und reichen bis zur Hälfte der Bahnbreite.
- „200-m-Linie“: 200 m vor dem Ziel wird quer über die Fahrbahn eine weiße, 4 cm breite Linie markiert, die den Abstand zum Ziel anzeigt und als Messlinie für die letzten 200 m im Sprint dient. Bei 200-m-Bahnen ist diese Linie nicht vorhanden.

### Flächenbedarf
Während eine 133,333-m-Bahn etwa die Fläche eines Eishockey-Spielfeldes (30 × 60 m) benötigt, hat eine Weltmeisterschaftsbahn von 250 m Länge schon einen Platzbedarf, der mit rund 60 × 110 m etwa einem Fußballfeld entspricht.

### Vorschriften
Zur Bauweise und Abmessungen der Radrennbahnen gibt es internationale und nationale Vorschriften. Einige davon sind in den Wettfahrbestimmungen Bahn des BDR (vgl. unten Weblinks) enthalten, andere können über den BDR bzw. die UCI angefordert werden.

## Radrennbahnen im deutschsprachigen Raum
| Name                                             | Lage                                        | Länge in Meter | Bauart        | Oberfläche  | Anmerkungen                                                                                          |
| ------------------------------------------------ | ------------------------------------------- | -------------- | ------------- | ----------- | --- |
| Radrennbahn Bielefeld                            | Bielefeld (Lage)                            | 333⅓           | Offen         | Beton       | |
| Rennbahn am Freudenberg, Amt Hamme, heute Bochum | Bochum (Lage)                               | 333⅓           | Offen         | Aschebahn   | 1888 bis 1903 in Betrieb                                                                             |
| Radrennbahn Bochum                               | Bochum (Lage)                               | 333⅓           | Offen         | Beton       | In zwei Umbaustufen von 1924 bis 1963 in Betrieb                                                     |
| Radrennbahn im Sportforum Chemnitz               | Chemnitz (Lage)                             | 3330           | Offen         | Beton       | |
| Diatest-Velodrom                                 | Darmstadt (Lage)                            | 3330           | Offen         | Beton       | Vom Velociped-Club 1899 Darmstadt betrieben                                                          |
| Radrennbahn Dudenhofen „Badewanne“               | Dudenhofen (Lage)                           | 2500           | Offen         | Beton       | |
| Dresden (Bärnsdorfer Straße)                     | Dresden (Lage)                              | 4000           | Offen         | Beton       | siehe auch Historische Radrennbahnen in Dresden                                                      |
| Rad- und Reitstadion Forst                       | Forst (Lausitz) (Lage)                      | 4000           | Offen         | Beton       | |
| Radrennbahn Fredersdorf                          | Fredersdorf-Vogelsdorf bei Berlin (Lage)    | 3330           | Offen         | Asphalt     | |
| Radrennbahn Gera                                 | Gera (Lage)                                 | 2500           | Offen         | Beton       | |
| SVG-Stadion                                      | Göttingen (Lage)                            | 4000           | Offen         | Asphalt     | |
| Radrennbahn Hannover-Wülfel                      | Hannover (Lage)                             | 333⅓           | Offen         | Holz        | 2018 stillgelegt                                                                                     |
| Radrennbahn Haßloch                              | Haßloch (Lage)                              | 3330           | Offen         | Beton       | |
| Radrennbahn Heidenau                             | Heidenau (Lage)                             | 2500           | Offen         | Beton       | |
| Radrennbahn Linkenheim                           | Linkenheim-Hochstetten bei Karlsruhe (Lage) | 333⅓           | Offen         | Beton       | |
| Hello yellow Velodrom                            | Linz (Lage)                                 | 2000           | Offen         | Holz        | Betriebsbeginn 1. Juli 2022                                                                          |
| Radrennbahn Ludwigshafen-Friesenheim             | Ludwigshafen am Rhein (Lage)                | 333⅓           | Offen         | Beton       | |
| Rudi-und-Willi-Altig-Radstadion                  | Mannheim (Lage)                             | 3330           | Offen         | Beton       | |
| Merseburger Radrennbahn                          | Merseburg (Lage)                            | 3750           | Offen         | Beton       | 2023 wiedereröffnet                                                                                  |
| Isar Radstation                                  | Niederpöring (Lage)                         | 3330           | Offen         | Beton       | |
| Ernst-Thälmann-Stadion                           | Nordhausen (Lage)                           | 4540           | Offen         | –           | |
| Rennbahn an der Fürtherstraße                    | Nürnberg (Lage)                             | 333⅓           | Offen         | Kohlesinter | (1884–1889; abgerissen)                                                                              |
| ASN-Radrennbahn                                  | Nürnberg (Lage)                             | 4000           | Offen         | Beton       | [ 12 ]                                                                                               |
| Reichelsdorfer Keller                            | Nürnberg (Lage)                             | 4000           | Offen         | Beton       | 1904–2017                                                                                            |
| Radrennbahn Oberhausen                           | Oberhausen-Rheinhausen (Lage)               | 333⅓           | Offen         | Beton       | |
| Radrennbahn Rostock                              | Rostock (Lage)                              | 2500           | Offen         | Beton       | |
| „Schanzenberg-Bahn“                              | Saarbrücken (Lage)                          | 333⅓           | Offen         | Beton       | |
| Eichwaldstadion                                  | Schopp bei Kaiserslautern (Lage)            | 4500           | Offen         | Beton       | |
| Radrennbahn Singen                               | Singen (Hohentwiel) (Lage)                  | 1980           | Offen         | Beton       | |
| Radrennbahn Dorperhof                            | Solingen (Lage)                             | 3840           | Offen         | Beton       | |
| Offene Rennbahn Oerlikon                         | Zürich (Lage)                               | 333⅓           | Offen         | Beton       | |
| Westsachsenstadion                               | Zwickau (Lage)                              | 5000           | Offen         | Beton       | |
| Lausitz Velodrom Cottbus                         | Cottbus (Lage)                              | 333⅓           | Halbüberdacht | Beton       | bis 2024 Cottbuser Radstadion                                                                        |
| Albert-Richter-Bahn im Radstadion Köln           | Köln (Lage)                                 | 2500           | Halbüberdacht | Holz        | Teilabriss 2022, Wiedereröffnung 2025 geplant                                                        |
| Radrennbahn Leipzig                              | Leipzig (Lage)                              | 4000           | Halbüberdacht | Beton       | |
| Radrennbahn Andreasried                          | Erfurt (Lage)                               | 2500           | Überdacht     | Beton       | |
| Radstadion Öschelbronn                           | Gäufelden bei Böblingen (Lage)              | 2000           | Überdacht     | Holz        | |
| Radrennbahn Stellingen                           | Hamburg (Lage)                              | 2500           | Überdacht     | Beton       | |
| Peter-Krauss-Velodrom                            | Augsburg (Lage)                             | 2000           | Halle         | Holz        | |
| Velodrom Berlin                                  | Berlin (Lage)                               | 2500           | Halle         | Holz        | |
| Stadthalle Bremen                                | Bremen (Lage)                               | 166⅔           | Halle         | Holz        | Namen: 1964–2004: Stadthalle Bremen 2005–2009: AWD-Dome 2009–2011: Bremen-Arena seit 2011: ÖVB-Arena |
| Westfalenhalle                                   | Dortmund (Lage)                             | 2000           | Halle         | Holz        | Radrennbahn ausgebaut                                                                                |
| Oderlandhalle                                    | Frankfurt (Oder) (Lage)                     | 2500           | Halle         | Holz        | |
| Velodrome Suisse                                 | Grenchen in Solothurn (Lage)                | 2500           | Halle         | Holz        | [ 14 ]                                                                                               |
| Sportforum Kaarst-Büttgen                        | Kaarst bei Neuss (Lage)                     | 2500           | Halle         | Holz        | |
| Radrennbahn am Schyrenplatz                      | München (Lage)                              | 333⅓           | Offen         |             | ab 1880                                                                                              |
| Rennbahn Milbertshofen                           | Milbertshofen (Lage)                        | 666⅔           | Offen         |             | 1906–1914                                                                                            |
| Amorbahn                                         | München (Lage)                              | 333⅓           | Offen         |             | 1937–1972; 1978 abgerissen                                                                           |
| Olympiahalle München                             | München (Lage)                              | 2000           | Halle         | Holz        | Radrennbahn überbaut und nicht mehr nutzbar                                                          |
| Olympia-Radstadion                               | München (Lage)                              | 285,7          | Halle         | Holz        | 1972–2015                                                                                            |
| Velodrom Regensburg                              | Regensburg (Lage)                           |                | Halle         |             | historische Radrennbahn und Rad-Kunstfahrer-Bahn. Heute Theaterspielstätte.                          |
| Hanns-Martin-Schleyer-Halle                      | Stuttgart (Lage)                            | 285,710        | Halle         | Holz        | [ 17 ]                                                                                               |
| Ferry-Dusika-Hallenstadion                       | Wien (Lage)                                 | 2500           | Halle         | Holz        | |
| Hallenstadion                                    | Zürich (Lage)                               | 2000           | Halle         | Holz        | Radrennbahn wird vorübergehend eingebaut, von 1939 bis 2004 mit permanenter 250m Holzbahn            |
| Stillgelegt                                      |                                             |                |               |             | |